# Kereiti
I Kereiti, Kereit o Kereyit (in mongolo Хэрэйд, Khereid, in kazako Керей) erano i membri di una tribù turco-mongola presente in Mongolia centrale prima della costituzione dell'impero mongolo. Si muovevano, nel loro nomadismo, tra i fiumi Orhon e Kerulen, ad est della zona in cui erano insediati i Naiman.

## Storia

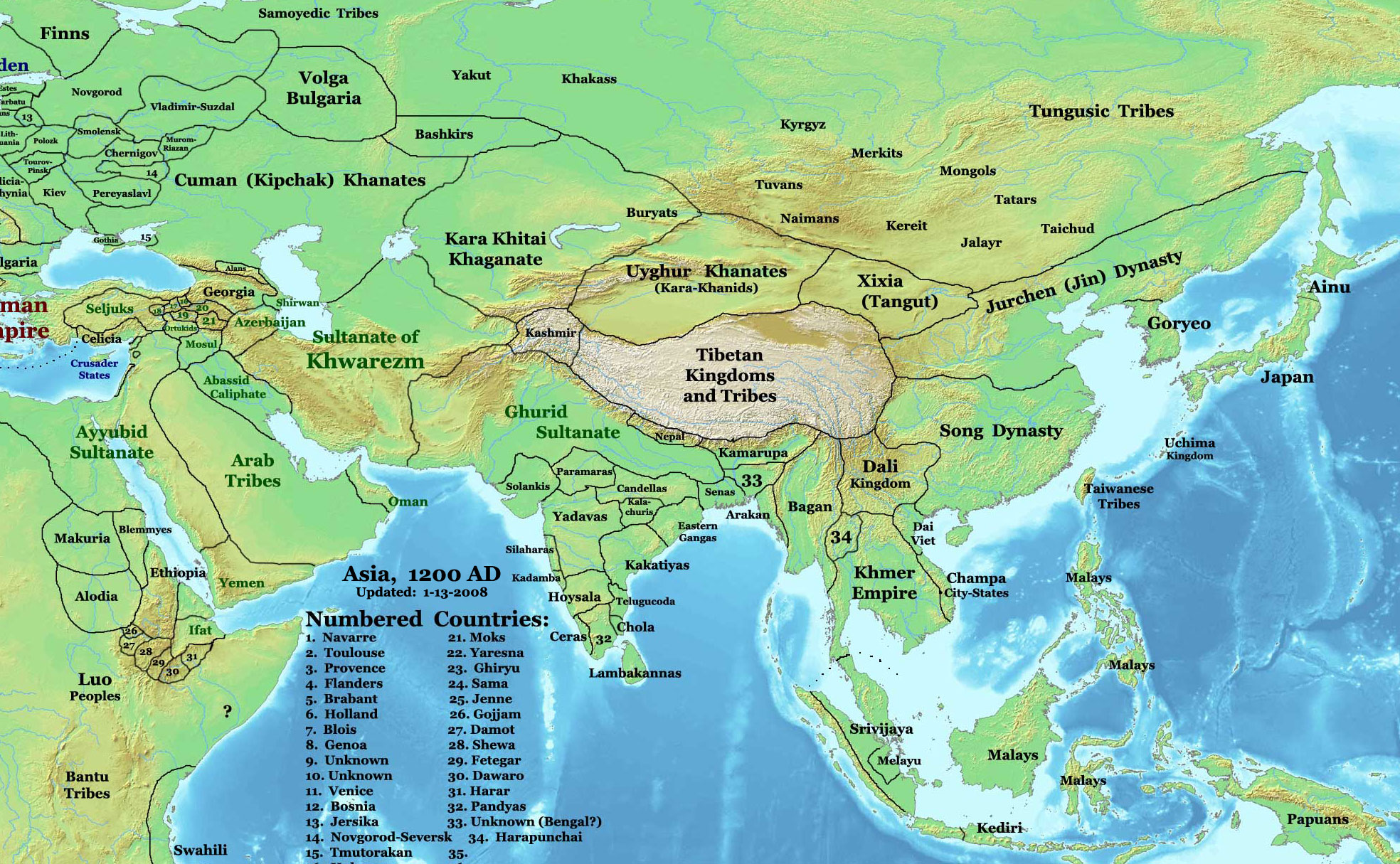
L'Asia intorno al 1200, si vede il territorio della tribù dei Kereiti e quello dei vicini.

Cristianesimo siariaco in Asia, compresi i Kereiti.

Si convertirono al nestorianesimo all'inizio dell'XI secolo. Il loro capo, Toghril (Ong Khan), giocò un ruolo importante nell'emergere della figura di Gengis Khan che unificò in seguito le tribù mongole. Egli era fratello di sangue di Yesugei, padre di Temüjin (Gengis Khan).
Fu attraverso matrimoni con principesse dei kereiti che il cristianesimo penetrò nella famiglia di Gengis Khan. Così, Sorgaqtani Beki, nipote di Toghril divenne la moglie principale di Tolui, quarto figlio di Gengis Khan e della sua moglie principale, Börte. Da questo matrimonio nacquero Mongke, Kubilai, entrambi grandi khan dei mongoli, e Hulagu, fondatore della dinastia dei khan Houlagide dell'Iran.